# Auraha
Auraha (en népalais : औराहा) est un comité de développement villageois du Népal situé dans le district de Parsa. Au recensement de 2011, il comptait 5 392 habitants.